# Fauna da Guiana
A fauna da Guiana é rica e variada, idêntica à de outras  regiões da Amazônia: antas, onças, macacos, tatus, jacarés, aves e insetos em profusão. A fauna da Guiana é semelhante à dos países vizinhos. Entre os animais nativos incluem-se a onça-pintada, jaguar, ocelote, marta, lontra, zorrilho, jupará, macaco, bicho-preguiça, tamanduá, capivara, paca, anta, caititu e veado. Entre os répteis há crocodilos, lagartos e várias espécies de cobra. Encontram-se ainda tartarugas, rãs, sapos e salamandras. A fauna ornitológica é representada por espécies migratórias; são comuns os grous, cegonhas, íbis, patos (inclusive o guriri). Entre as 14 ordens de insetos há mais de 98 famílias. O mosquito da dengue é a principal causa de morte dos habitantes da Guiana.